# Église Saint-Quentin de Lives-sur-Meuse
L’église Saint-Quentin est un édifice religieux catholique situé à Lives-sur-Meuse, village aujourd’hui intégré à la commune et ville de Namur, en Belgique. Construite sur les fondations d’un bâtiment plus ancien l’église de style gothique date du XVe siècle. Entourée de son cimetière sur trois côtés elle fut remaniée vers 1752, et fut classée au patrimoine de Wallonie en 1937. 

## Histoire
L’édifice actuel aux volumes compacts, fut construit dans la deuxième moitié du XVIe siècle à partir d’un bâtiment plus ancien dont il reste des traces dans le chœur (XIIIe et XIVe siècles) et peut-être dans la tour (singulièrement trapue). Elle est mentionnée  dans un texte du XVIe siècle.
Cette église gothique, à nef de trois travées avec collatéraux, remonte au XVIIIe siècle, Les toitures furent refaites au milieu du XVIIIe siècle ; le portail de la façade ouest de la tour est daté de 1752. Les deux sacristies, à gauche et à droite du sanctuaire, sont postérieures. Restauré en 1875 par F. Golenvaux, l'édifice fut classé au  patrimoine immobilier national le 1er février 1937.

## Description
La tour est carrée et massive : son clocher s’élève à peine au dessus du toit de la nef. Son portail primitif artistiquement décoré fut condamné.  La tour, recouverte d’un pavillon d’ardoises en mode de clocher (quasi inexistant), abrite des fonts baptismaux du XVIe siècle. Dans l’axe, le portail classique est daté à la clé « IHS | 1752 ». 
Les collatéraux sont éclairés par des fenêtres de style nettement gothique.
Le sanctuaire, de dimension carrée au sol est à peine moins haut que la nef. Il est éclairé de deux fenêtres néo-gothiques.

## Patrimoine
- Les fonts baptismaux, en calcaire (avec têtes) datent du XVIe siècle.
- Des statues de sainte Barbe et de saint Roch, qui datent des XVIe et XVIIIe siècles.
- Des pierres tombales de la famille de Surlémont. Dalle de Quentin Mahy (1719)